# Bithynie et Pont
La Bithynie et Pont (lat. Bithynia et Pontus) est une province romaine située en Asie mineure, le long de la côte du "Pont-Euxin" (mer Noire). Elle a été constituée par la réunion de l'ancien royaume de Bithynie, annexé en 74 av. J.-C., et d'une partie de l'ancien royaume du Pont, annexé en 63 av. J.-C. La capitale de la province était Nicomédie (aujourd'hui Izmit), ancienne capitale des rois de Bithynie, à l'extrémité orientale de la mer de Marmara.

## Histoire
En 74 av. J.-C., le dernier roi de Bithynie, Nicomède IV, ami des Romains, légua en mourant son royaume aux Romains. Au moment de son annexion, la Bithynie fut rattachée à la province d'Asie. Après l'annexion du royaume du Pont, à la suite de la défaite de Mithidate, la Bithynie fut unie à la partie occidentale du Pont pour constituer la nouvelle province de Bithynie et Pont. Elle fut organisée par Pompée, le vainqueur de Mithridate ; la lex Pompeia était, avec diverses modifications, encore en vigueur au IIe siècle et Pline le Jeune la mentionne à plusieurs reprises.

### Le classement comme province sénatoriale
En 27 av. J.-C., lors du partage des provinces entre Auguste et le Sénat, la Bithynie et Pont, qui n'avait pas de rôle militaire important, devint province sénatoriale. Elle fut jusqu'en 111 gouvernée par des proconsuls émanant du Sénat.

### Les procès des gouverneurs Julius Bassus et Varenus Rufus
En 103 ou 104, les Bithyniens, représentés par le consilium provinciae (conseil de la province) et son envoyé Théophanès et défendus par Varenus Rufus, engagent un procès contre l'ancien gouverneur Caius Julius Bassus (proconsul vers 98), défendu par Pline le Jeune. Bassus est condamné au remboursement, mais n'est pas exclu du Sénat. Le Sénat casse les jugements de Bassus et donne à ceux que Bassus avait condamnés le droit de demander un nouveau jugement dans les deux ans.
Varenus Rufus, avocat des Bithyniens dans le procès contre Julius Bassus, devient à son tour proconsul de la province (105-106) ; à sa sortie de charge, il fait l'objet d'une plainte de ses anciens administrés (107). Il est défendu par Pline. Le procès est interrompu par l'arrivée d'une nouvelle délégation du consilium provinciae chargée de demander l'arrêt des poursuites.
Les deux procès n'ont pas donné une bonne image des Bithyniens : l'insolence de Théophanès à l'égard du Sénat dans le procès de Bassus a choqué ; leurs tergiversations dans le procès de Varenus Rufus ont agacé. Pline exprime cette mauvaise opinion, qui devait être partagée par l'empereur.

### Le gouvernement de Pline le Jeune
Pline (Caius Plinius Caecilius Secundus) est nommé par Trajan gouverneur de la province avec le titre de legatus pro praetore Ponti et Bithyniae consulari potestate. À partir de divers indices, les historiens datent la légation de Pline des années 111-113. Il arrive en Bithynie le 17 septembre 111, après avoir débarqué à Éphèse et pris la route pour Pergame ; de là, partie en bateau, partie par voie de terre, il rejoint Pruse, puis la capitale, Nicomédie.
Trajan prend donc, avec l'accord du Sénat, le contrôle direct de cette province sénatoriale. Les raisons qui poussent Trajan à le faire sont certainement multiples : nécessité de remettre de l'ordre dans les finances locales et l'administration des villes – Pline a une mission de corrector qui est l'une de ses principales préoccupations – ; l'attention de Trajan a été attirée sur cette province à l'occasion des deux procès d'anciens gouverneurs, qui ont révélé des dysfonctionnements dans l'administration romaine, mais aussi une certaine turbulence ou insubordination des Bithyniens ; on peut penser que Trajan souhaitait reprendre en main cette province qui avait une position stratégique, puisqu'elle contrôlait le Bosphore, surtout s'il avait déjà en tête le projet d'une campagne contre les Parthes.
Pline était bien armé pour cette mission par sa connaissance des affaires de Bithynie et Pont, acquise dans les deux procès des anciens gouverneurs, et par son expérience antérieure dans des postes financiers. Sa correspondance avec Trajan, qu'il consulte pour les moindres détails de son administration, a été conservée. Elle est extrêmement précieuse non seulement pour comprendre les affaires locales, mais plus généralement sur l'administration des provinces au début du IIe siècle.

### Après Trajan

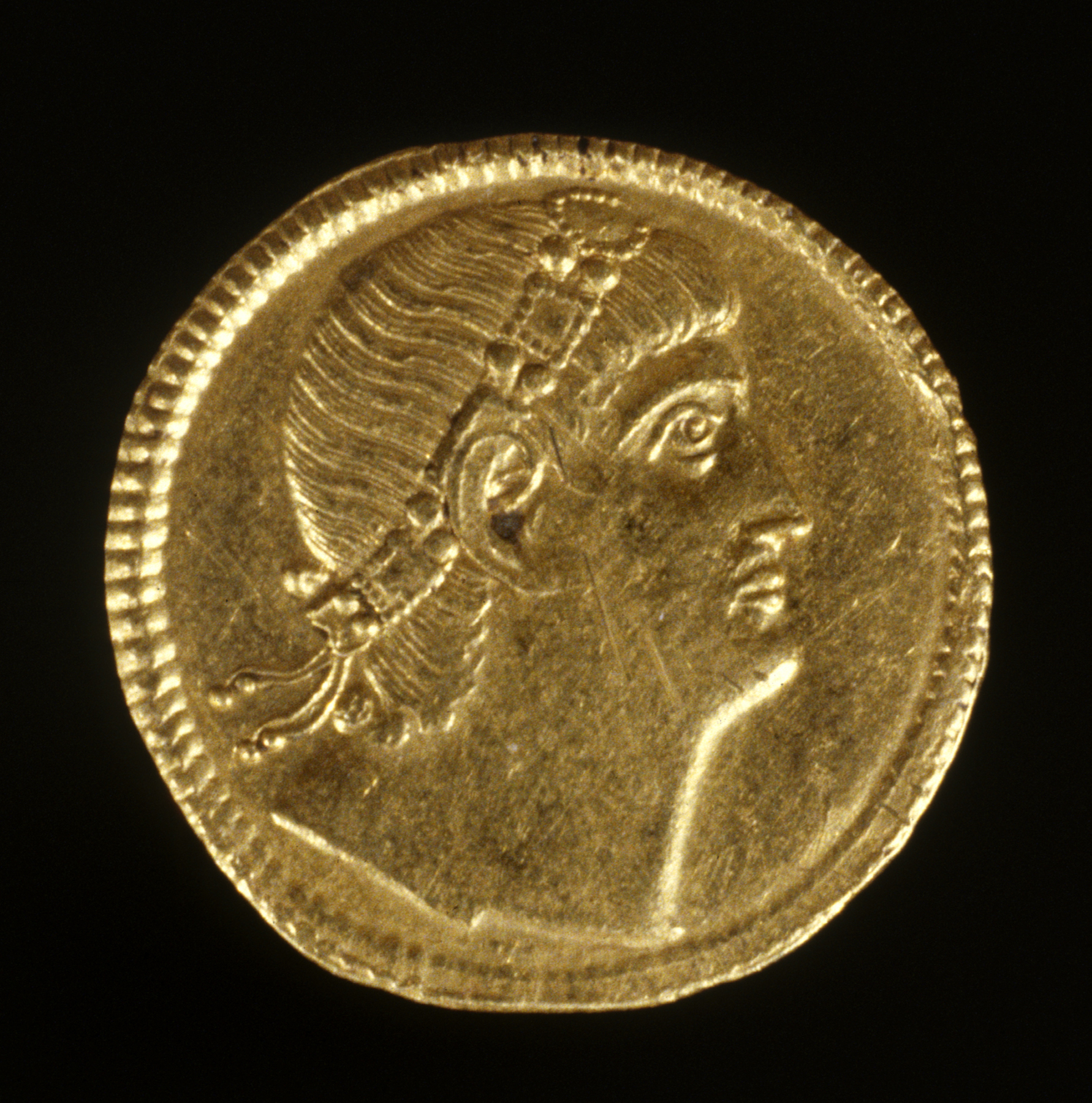
Médaillon de l'empereur Constantin frappé à Nicomédie à l'occasion du trentième anniversaire de son règne

À la suite de Pline, la Bithynie-Pont fut administrée par un autre légat impérial, Caius Julius Cornutus Tertullus, avant qu'Hadrien n'en restitue le contrôle au Sénat. Elle devint définitivement une province impériale sous Marc Aurèle, en 165. L'histoire de la province de Bithynie-Pont se termine avec la réforme territoriale de Dioclétien (284-305), qui la divise en deux petites provinces – Bithynie et Paphlagonie – relevant du diocèse du Pont. Mais Nicomédie reste une ville très importante dans la première moitié du IVe siècle, avant d'être supplantée par Nicée à la suite des séismes de 358 et 363.

## Principales villes de Bithynie et Pont
- Nicomédie, capitale, aujourd'hui Izmit ;
- Amisos, ville libre et fédérée dans le Pont, aujourd'hui Samsun ;
- Apamée, colonie romaine en Bithynie, aujourd'hui Mudanya ;
- Byzance, ville libre, sur la rive thrace du Bosphore, aujourd'hui Istanbul[13] ;
- Chalcédoine, ville libre en Bithynie, en face de Byzance ;
- Claudiopolis, en Bithynie, aujourd'hui Bolu ;
- Nicée, en Bithynie, aujourd'hui İznik ;
- Pruse, en Bithynie, aujourd'hui Bursa ;
- Sinope, colonie romaine, ancienne capitale du royaume du Pont, aujourd'hui Sinop.

## Gouverneurs de Bithynie et Pont
- Gaius Papirius Carbo (61/59 av. J.-C.)[14]
- Gaius Memmius Gemellus (57/56 av. J.-C.)
- Gaius Caecilius Cornutus (56 av. J.-C.)
- Publius Silius (51 av. J.-C.)
- Aulus Plautius (49/48 av. J.-C.)

- Caius Vibius Pansa Caetronianus (47/46 av. J.-C.)[15]
- Thorius Flaccus (29/28 ou 28/27 av. J.-C.)[16]
- Appius Claudius Pulcher  (ca. 27/26 av. J.-C.)
- Caius Marcius Censorinus (ca. 14/13 av. J.-C.)
- L. Licinius Crassus (ca. 11/12)
- Marcus Granius Marcellus (d) (ca. 15)

- Publius Vitellius (17/18)
- Lucius Mindius Balbus (ca. 43/47)
- Claudius Ælius Pollio (219–221)